# Дашков, Андрей Иванович
Князь Андрей Иванович Дашков (?—1588) — голова и воевода во времена правления Ивана IV Васильевича Грозного и Фёдора Ивановича.
Из княжеского рода Дашковы. Единственный сын князя Ивана Дмитриевича Дашкова.

## Биография
В 1559-1560 годах — писец в Костромском уезде.  В ноябре 1564 года — третий воевода в Астрахани. В 1584 году упомянут головою. В 1586 году второй воевода Большого полка в Рязани. В 1587 году — первый воевода в Ливнах. В 1588 году — первый воевода в Ряжске, откуда указано ему идти и  быть сходным воеводою в украинных войсках.
Владел вотчиной в Окологородном стане Рязанского уезда.
Умер в сентябре 1588 года на воеводстве в Ряжске.

## Семья
От брака с неизвестной имел детей:
- Князь Дашков Пётр Андреевич — погиб в 1607 году в бою под Калугою, бездетен.
- Князь Дашков Иван Андреевич — воевода.

## Критика
В Боярской книге имеется полный тёзка, князь Андрей Иванович Дашков, упомянутый  в 1671 году стольником, в 1676 году стольником царицы Натальи Кирилловны и царским стольником в 1677-1692 годах. Это два различных лица.